# Corsomyza pallidipes
Corsomyza pallidipes är en tvåvingeart som beskrevs av Hesse 1938. Corsomyza pallidipes ingår i släktet Corsomyza och familjen svävflugor. Inga underarter finns listade i Catalogue of Life.